# 施瓦茨瓦瑟河

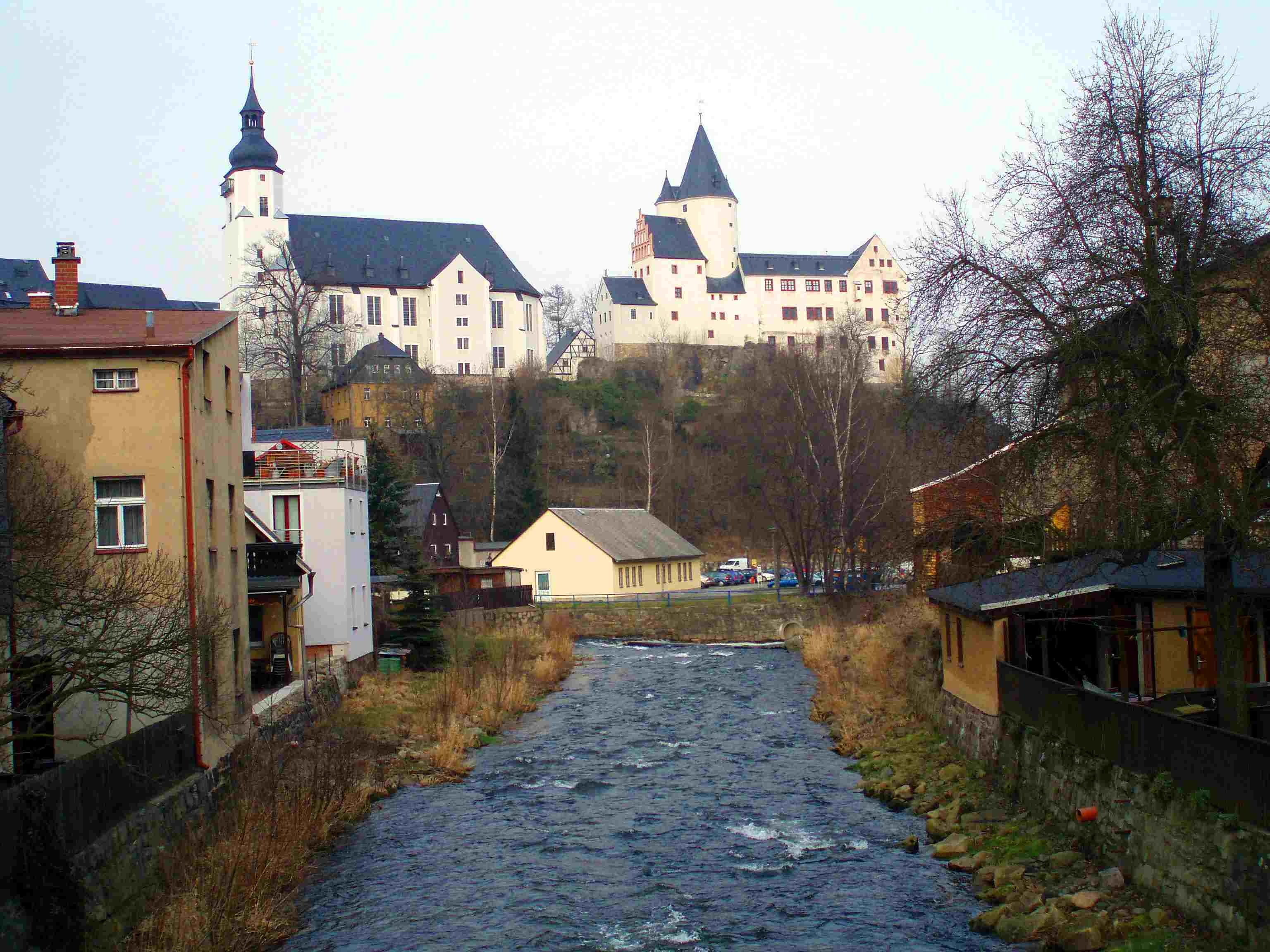

50°35′19″N 12°42′07″E / 50.5886806°N 12.702083°E
施瓦茨瓦瑟河（德語：Schwarzwasser）是歐洲的河流，流經德國和捷克，屬於茨維考穆爾德河的右支流，發源自菲希特爾山，河口處在奧厄，河畔城鎮有施瓦岑貝格。